# Inzak
Inzak (auch Enzak gelesen) erscheint in mesopotamischen Quellen als der Hauptgott von Dilmun. Er war der letzte Gott, den Ninḫursanga gebar, um Enki zu heilen. Der Gott ist auch in Inschriften auf Dilmun (Bahrain) belegt.
Ein Steinkegel aus Bahrain mit der Nennung des Gottes ermöglichte die Identifizierung Dilmuns mit Bahrain.